# Forlidas Ridge
Forlidas Ridge är en bergstopp i Antarktis. Den ligger i Västantarktis. Argentina och Storbritannien gör anspråk på området. Toppen på Forlidas Ridge är 577 meter över havet.
Terrängen runt Forlidas Ridge är kuperad söderut, men norrut är den platt.  Trakten är obefolkad. Det finns inga samhällen i närheten. 